# Schwestern Unserer Lieben Frau von La Salette

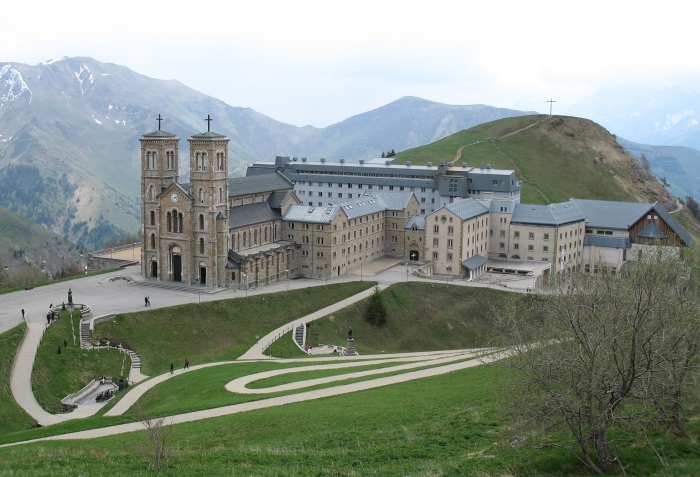
Das Heiligtum Unserer Lieben Frau von La Salette bei Corps (Isère)

Die Schwestern Unserer Lieben Frau von La Salette (lat. Missionari Dominae Nostrae a La Salette, Ordenskürzel MS), auch als Salettinerinnen bekannt, sind eine Ordensgemeinschaft in der katholischen Kirche. Die Schwesternkongregation ist ein Ordenszweig der Missionare Unserer lieben Frau von La Salette. 
Die Kongregation schloss sich 1964 mit den 1872 von Henriette Deluy-Fabry gegründeten Schwestern Unserer Lieben Frau von Salette und den 1930 im Bistum Soissons gegründeten Missionsschwestern Unserer Lieben Frau von Salette zusammen. Dieser Ordensgemeinschaft schlossen sich 2004 auch die 1997 gegründeten Sisters Messengers of Our Lady of La Salette an. Die Kongregation besteht aus etwa 170 Schwestern, die in Frankreich, Brasilien, Madagaskar, Philippinen, den Vereinigten Staaten, Polen, Angola und Myanmar eingesetzt ist. Das Generalhaus hat seinen Sitz in Rom.